# Karabczyjów (rejon różyński)
Zasugerowano, aby zintegrować ten artykuł z artykułem Karabczyjiw. Nie opisano powodu propozycji integracji.
Karabczyjów (ukr. Карабчиїв) – wieś na Ukrainie w rejonie różyńskim obwodu żytomierskiego.